# Anton de Kombrug (Amsterdam)
De Anton de Kombrug is een bouwkundig kunstwerk in Amsterdam-Zuidoost.

## Viaduct
Het viaduct werd vanaf 1966 gebouwd als onderdeel van een T-vormige overspanning, die ingericht werd als de kruising tussen Bijlmerdreef en Flierbosdreef, die in de boeken staat als brug 1013. Het viaduct werd in een compleet braakliggend terrein gebouwd, slechts in de verte begeleid door enkele hoogbouwflats. Zowel de Bijlmer- als Flierbosdreef liggen op een halfhoog dijklichaam ten einde te voldoen aan de gescheiden verkeersstromen (snelverkeer op dijklichaam; voetgangers en fietsers op maaiveldniveau).  Het ontwerp kwam van Dirk Sterenberg van de Dienst der Publieke Werken. Hij ontwierp wel vaker lange overspanningen, zoals bijvoorbeeld voor brug 705 en de Buikslotermeerpleinbrug (gebouwd rond 1968, gesloopt in 2019). Het onderstuk van de T was daarbij ongeveer 200 meter lang; onder de kruising zelf werd een trafohuis neergezet. Onder het viaduct en onder de parkeergarage van Frissenstein verscheen in 1975 het winkelcentrum Fazantenhof dat al elf jaar later in 1986 weer verdween.
De omgeving werd langzamerhand volgebouwd met als grootste blikvanger Het Zandkasteel, tussen 1987 en 2019 het (hoofd-)kantoor van ING Groep.
Ongeveer gelijktijdig met de bouw van dat kantoor werd Sterenberg gevraagd aan de oostzijde een afrit te ontwerpen. Dit met het oog op de komst van een dagmarkt op het latere Anton de Komplein. De afrit laat een geheel andere bouwstijl zien van Sterenberg met dikke metalen leuningen tussen betonnen balusters. Deze af- en toerit kreeg brugnummer 1040 mee; het brugnummer dateerde al vanaf 1966 voor een andere brug, maar die werd nooit gebouwd. Het brugnummer kon herbruikt worden. Bij een nieuwe herinrichting van het plein (circa 2002) verdween deze toe- en afrit net zo snel weer. Bij die herindeling werd de loze ruimte onder het viaduct ingericht als omheinde parkeerplaats met aan de noord- en zuidkant een passage voor voetgangers. Het bovenste gedeelte van het onderstuk van de T kreeg een nieuw winkelcentrum onder zich. Het viaduct kreeg tevens nieuwe randblokken en leuningen.

## Naamgeving
De gehele kruising ging jarenlang naamloos door het leven, alleen aangeduid met de brugnummers. In 2018 begon de gemeente Amsterdam over tot het op grote schaal vernoemen van bruggen in wegen voor snelverkeer. Daarbij werd ervan uitgegaan dat brugnummer 1040 stond voor het nog staande deel en kreeg dat deel de naam Anton de Kombrug, vernoemd naar het Anton de Komplein en indirect naar Anton de Kom.

## Kunst
De zuidelijke passage werd 2009 voorzien van drie tegeltableaus onder de titel There's a light that never goes out van Hadassah Emmerich. In 2020 werd de noordelijke passage opgefleurd door de Muurschildering Anton de Kom van Hedy Tjin.

## Afbeeldingen

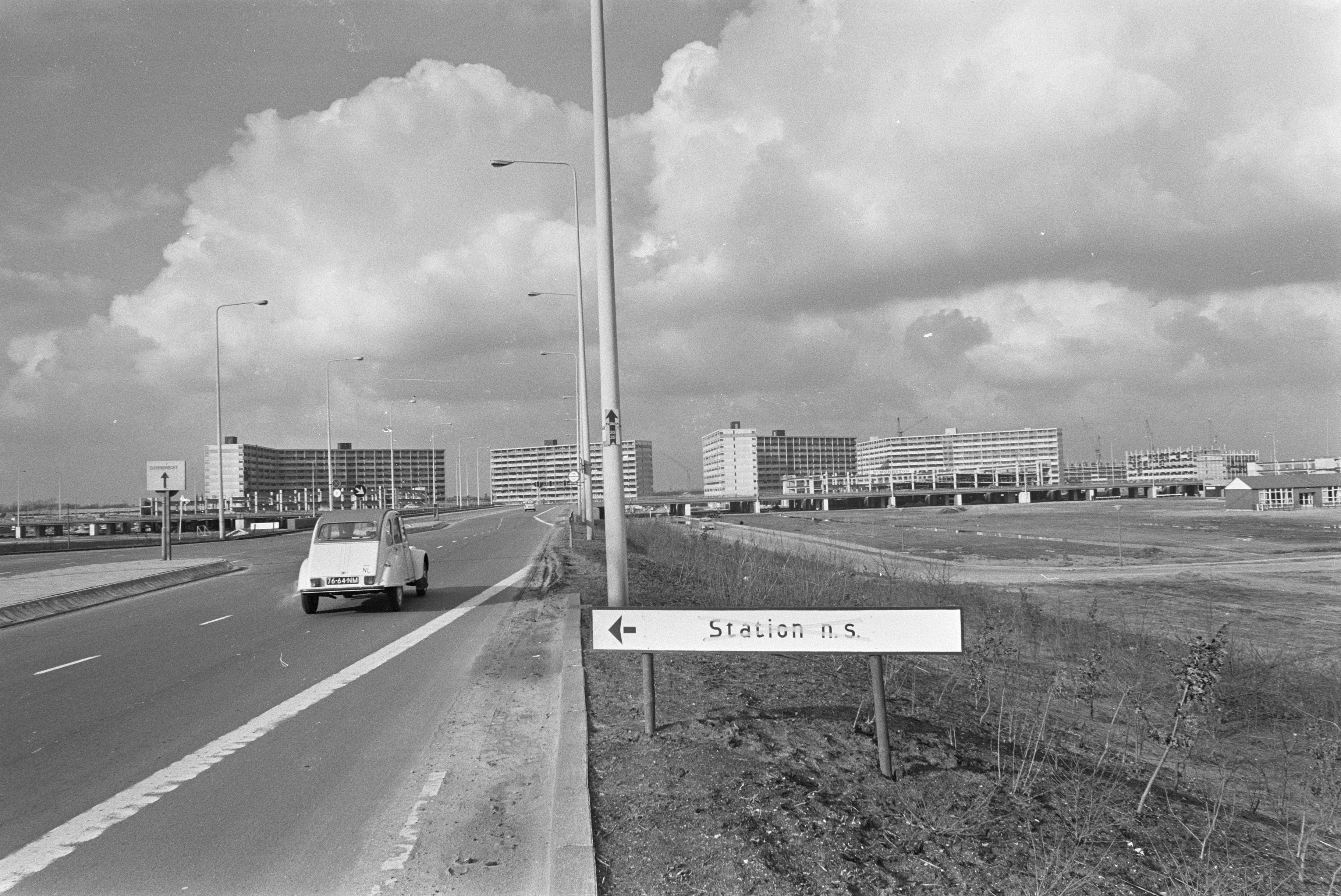
Bruggen in niemansland; vanaf de kruising begint het bruggedeelte brug 1040; op de achtergrond van links naar rechts brug 1013 (februari 1971)
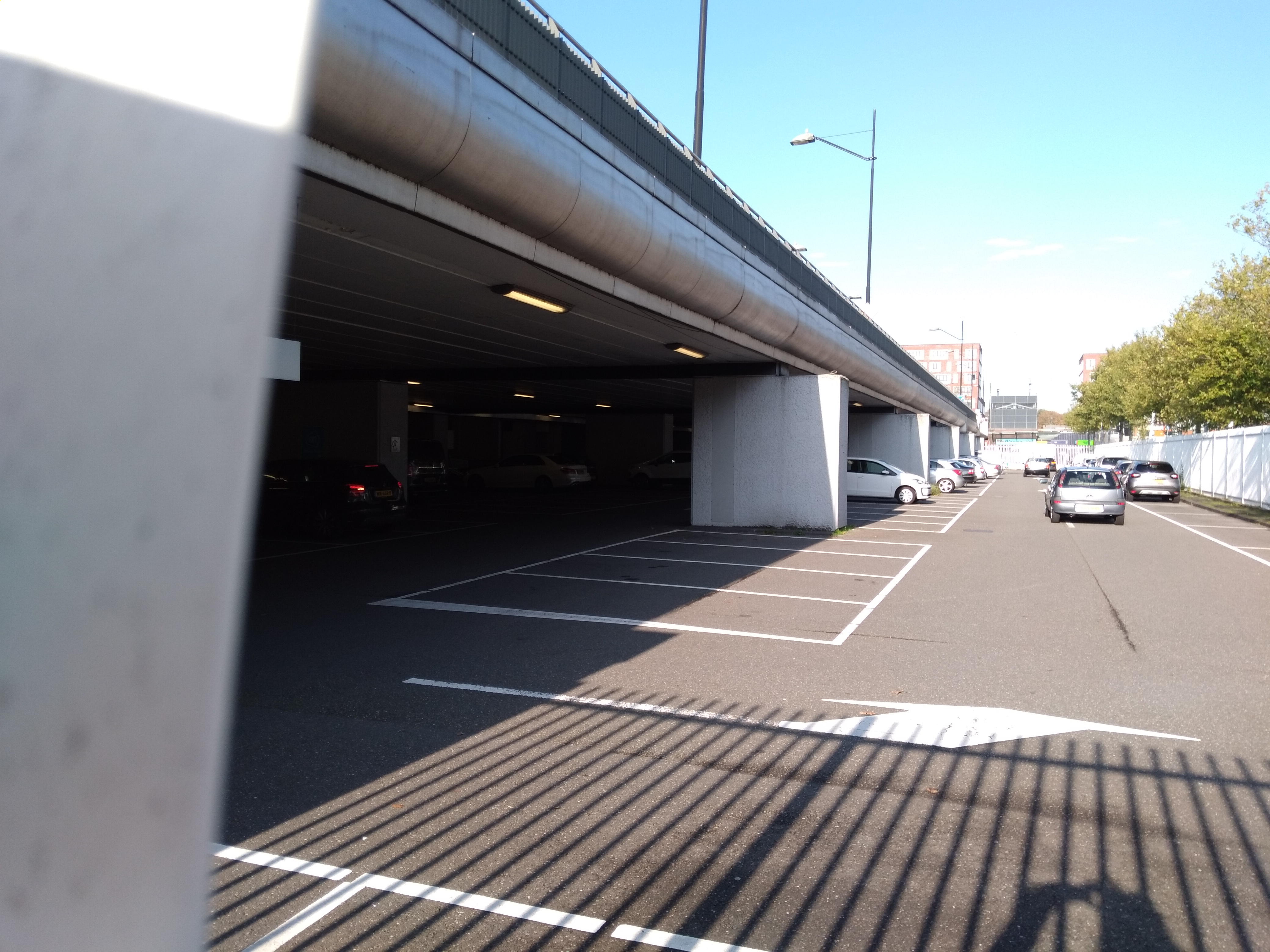
zijaanzicht van de Anton de Kombrug (oktober 2020)
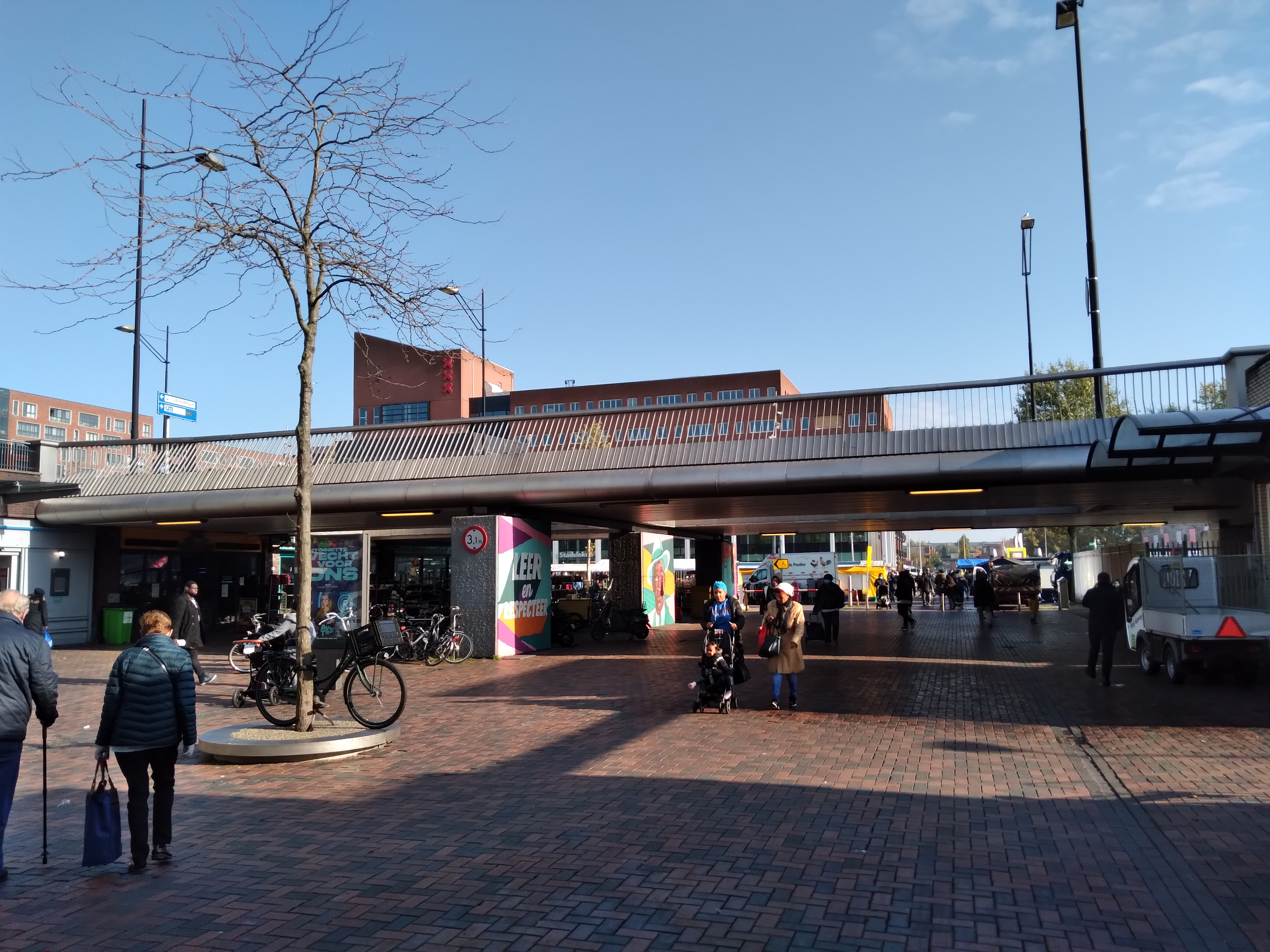
Noordelijke passage met in het midden de muurschildering van Anton de Kom (oktober 2020)
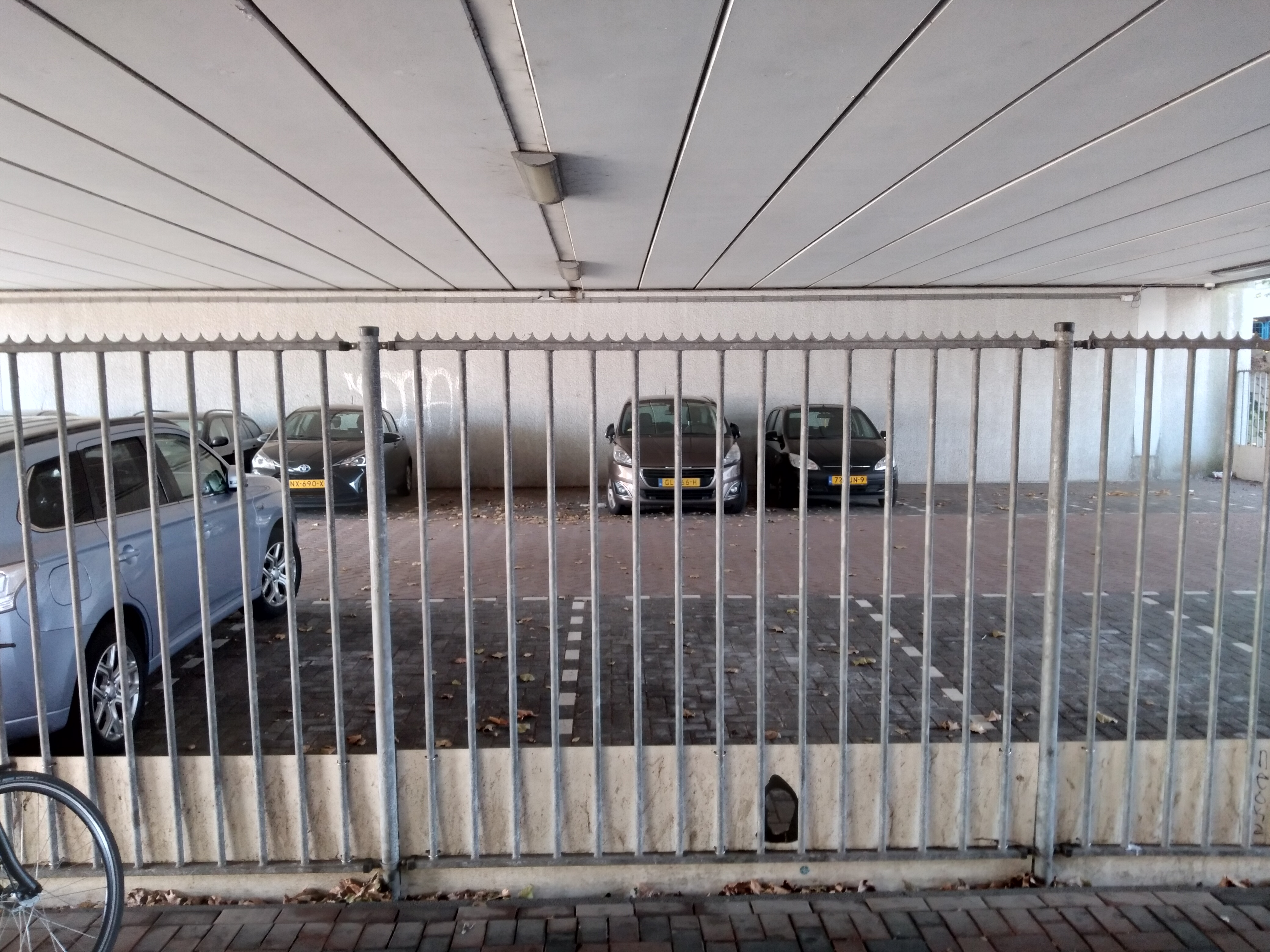
Omheinde parkeerplaats (oktober 2020)

<<< · 1000 · 1001 · 1002 · 1003 · 1004 · 1005 · 1006 · 1007 · 1008 · 1009 · 1010 · 1011 · 1012 · 1013 · 1014 · 1018 · 1028 · 1029 · 1030 · 1032 · 1033 · 1034 · 1035 · 1036 · 1037 · 1038 · 1039 · 1040 · 1041 · 1044 · 1045 · 1046 · 1048 · 1049 · 1050 · 1051 · 1062 · 1063 · 1064 · 1065 · 1066 · 1067 · 1076 · 1077 · 1078 · 1083 · 1090 · 1092 · 1093 · 1094 · 1095 · 1096 · 1097 · 1098 · 1099 · >>>
Brugnummers  1015, 1016, 1017, 1019, 1020, 1021, 1022, 1023, 1024, 1025, 1026, 1027, 1031, 1042, 1043, 1047, 1052/1053 (niet gebouwd), 1054, 1055, 1056, 1057, 1058, 1059, 1060, 1061, 1068, 1069-1075, 1079, 1080, 1081, 1082, 1084-1088, 1089 en 1091 (onbekend) zijn niet meer vergeven. De meesten daarvan zijn gesloopt in verband met sanering Zuidoost. Alle bruggen lagen en liggen in Zuidoost behalve bruggen 1000 en 1002.